# Ichneumon difficilis
Ichneumon difficilis är en stekelart som beskrevs av Cresson 1877. Ichneumon difficilis ingår i släktet Ichneumon och familjen brokparasitsteklar. Inga underarter finns listade i Catalogue of Life.